# Blarneya hibernica
Blarneya hibernica är en svampart som beskrevs av D. Hawksw., Coppins & P. James. Blarneya hibernica ingår i släktet Blarneya, divisionen sporsäcksvampar och riket svampar.   Inga underarter finns listade i Catalogue of Life.